# Alchemilla sericoneura
Alchemilla sericoneura är en rosväxtart som beskrevs av Robert Buser. Alchemilla sericoneura ingår i släktet daggkåpor, och familjen rosväxter. Inga underarter finns listade i Catalogue of Life.